# Alfonso Ungría
Alfonso Ungría (Madrid, 30 de marzo de 1946) es un director de cine español. Ha simultaneado su trabajo en Televisión Española (TVE) con espaciadas producciones de cine.

## Biografía
Estudió Ciencias Económicas. Primero se dedicó al teatro y luego pasó al cine.

## Filmografía
| Año  | Película                       |
| ---- | ------------------------------ |
| 2004 | ¡Hay motivo!                   |
| 2002 | El deseo de ser piel roja      |
| 1996 | África                         |
| 1993 | Hasta luego cocodrilo (TV)     |
| 1986 | Ehun metro (película)          |
| 1984 | La conquista de Albania        |
| 1982 | Cuentos eróticos (un episodio) |
| 1981 | Cervantes (TV)                 |
| 1979 | Soldados                       |
| 1976 | Gulliver                       |
| 1972 | Tirarse al monte               |
| 1970 | El hombre oculto               |